# اشتباكات حكاري في يونيو–أغسطس 2012
كانت اشتباكات حكاري في يونيو 2012 عبارة عن سلسلة اشتباكات بين حزب العمال الكردستاني والجيش التركي بالقرب من شمدينلي في ولاية حكاري في جنوب شرق تركيا وشمال العراق (شمال وجنوب كردستان). بدأت الاشتباكات في 19 يونيو، بهجوم منسق من حزب العمال الكردستاني على موقع للجيش التركي في بلدة يوكسكوفا بالقرب من الحدود العراقية التركية. في 20 و21 يوليو، حاول حزب العمال الكردستاني الاستيلاء على أراضي في شمدينلي، مما أدى إلى هجوم تركي مضاد أسفر، وفقًا لقوات الأمن التركية، عن مقتل ثمانية من قوات الأمن التركية و130 مسلحًا كرديًا. سجل اتحاد مجتمعات كردستان أكثر من 400 حادثة قصف وقصف جوي واشتباكات مسلحة أخرى خلال أغسطس 2012. ووصفت الأحداث بأنها «أعنف قتال تشهده تركيا منذ سنوات».

## الأحداث

### اشتباكات يونيو 2012
بدأت الاشتباكات في 19 يونيو، بهجوم حزب العمال الكردستاني على موقع عسكري في داغليجا، أسفر عن مقتل 8 جنود أتراك. أمر باهوز إردال بالهجوم، ونظمه رشيد دوستم وإسكندر ديريك ونُفّذ من قبل 200 إلى 250 مقاتلًا تحت قيادة يلماز كوردو. ردت الدولة التركية بنشر 5000 جندي تركي مدعومين بطائرات حربية ومروحيات كوبرا ومدافع هاوتزر في عملية مضادة أسفرت عن مقتل 26 من مقاتلي حزب العمال الكردستاني وفقًا لمصادر تركية. وفقًا للمكتب الإعلامي لحزب العمال الكردستاني HPG-BIM، قُتل 109 جنود أتراك وأصيب أكثر من 100 في الاشتباكات. كما زعموا أنهم أسقطوا أربع طائرات هليكوبتر من طراز سيكورسكي وألحقوا أضرارًا بتسع طائرات أخرى، بينما فقد 15 من مقاتلي حزب العمال الكردستاني حياتهم خلال الاشتباكات. ذكرت وكالة الأنباء التركية الحكومية أن جنديين قُتلا وجرح عشرة.
في 20 يونيو، قال الجيش التركي إن طائرات حربية وطائرات هليكوبتر قصفت أهدافا لمتمردي حزب العمال الكردستاني التابع لحزب العمال الكردستاني داخل إقليم كردستان في شمال العراق، ردًا على هجوم حزب العمال الكردستاني الأخير بالقرب من الحدود العراقية.

### أحداث منطقة شمدينلي
منذ 21 يوليو، أصبحت منطقة شمدينلي التابعة لحكاري مسرحًا لمحاولة حزب العمال الكردستاني فرض سيطرته. عندما فتشت قوات الأمن في 21 يوليو الطرق بالقرب من شمدينلي، عقب مراسلات مع أنقرة، توجهت الوحدة العسكرية في المنطقة إلى المنطقة فقط لترى أن مقاتلي حزب العمال الكردستاني قد فروا. مع عودة قوات الأمن إلى الثكنات العسكرية، قام حزب العمال الكردستاني بإغلاق الطرق واستجواب السكان المحليين. اكتشفت قوات الأمن التركية أن بعض أعضاء حزب العمال الكردستاني قد توغلوا في وسط المدينة. في الوقت نفسه، بدأ حوالي 100 مسلح من الحدود الإيرانية في الانتقال إلى شمدينلي من منطقتين مختلفتين. كان هدفهم على ما يبدو إنشاء «منطقة محررة». ثم رصدت طائرات تركية بدون طيار تنقل المسلحين ونقلت هذه المعلومات إلى الوحدات العسكرية ذات الصلة. أرسلت قيادة فوج شمدينلي الكوماندوز لملاحقة المسلحين الذين تسللوا إلى تركيا من الحدود الإيرانية. كما تم إرسال وحدات عسكرية إلى المنطقة. في الاشتباك الأول، أصيب 20 جنديًا وقتل العديد من أعضاء حزب العمال الكردستاني. ثم جرت عمليات عسكرية استهدفت المسلحين في مراكز المدينة. اكتشفت قوات الأمن التركية، وفقًا لصور قدمتها طائرات بدون طيار، مقتل العديد من أعضاء حزب العمال الكردستاني. عثر الجنود الذين يبحثون في المناطق في المناطق الريفية من شمدينلي حتى الآن على جثث ستة من مقاتلي حزب العمال الكردستاني. يُعتقد أن 120 من أعضاء حزب العمال الكردستاني قتلوا، رغم العثور على ست جثث فقط. في غضون ذلك، أسفر تحطم مروحية عن مقتل 5 جنود أتراك وإصابة 7 آخرين في ولاية حكاري في 21 يوليو. وذكرت القوات المسلحة التركية أن المروحية سقطت بسبب تشتت الطاقة أثناء هبوطها.
ووفقًا للصحافة، كان الحدث جزءً من خطة حزب العمال الكردستاني الرئيسية للسيطرة على شمدينلي، مع القيام باستعدادات لهذا الغرض، لكنه فشل في تحقيق هدفه. ومع ذلك، زعم حزب العمال الكردستاني أنه أنشأ «منطقة محررة» في منطقة ديريتشيك في شمدينلي.

### هجوم جوكوركا
قُتل ثمانية من أفراد قوات الأمن التركية في 4 أغسطس في هجوم لحزب العمال الكردستاني على مواقع عسكرية في منطقة جوكورجا في حكاري، بحسب وزير الداخلية التركي إدريس نعيم شاهين. قتل 14 من أعضاء حزب العمال الكردستاني، بما في ذلك انتحارية، في الهجوم.

## الخسائر
- اشتباكات يونيو - الجانب التركي: مقتل 2[9] إلى 109[3]، إصابة 10[7] إلى 100[3]؛ من جانب حزب العمال الكردستاني 15[3] إلى 32[3]
- أحداث يوليو شمدينلي - إصابة 20 في الجانب التركي؛[2] 3 قتلى من جانب حزب العمال الكردستاني 6 إلى 120[2]
- هجوم أغسطس جوكورجا - مقتل 8 من الجانب التركي.[4] 3 جثث لمقاتلات من حزب العمال الكردستاني (إناث في سن 17 عامًا)[بحاجة لمصدر]

## العواقب
في 3 سبتمبر هاجم حزب العمال الكردستاني المباني الحكومية في مدينة بيتولشباب. أسفر هذا الهجوم عن مقتل 10 جنود. لكن القوات التركية صدت الهجوم وقتل 20 من مقاتلي حزب العمال الكردستاني. وبعد خمسة أيام في 8 سبتمبر شنت القوات التركية عملية جديدة ضد حزب العمال الكردستاني. زُعم مقتل 155 من مقاتلي حزب العمال الكردستاني خلال هذه العملية. خلال هذه العملية، هاجم حزب العمال الكردستاني موقعًا استيطانيًا في غوزليورت، وجرح جنديًا واحدًا وحارس قرية 24 من مقاتلي الحزب أيضًا. في ليلة 19 سبتمبر، عززت 60 دبابة و70 عربة مصفحة القوات التركية في منطقة الحرب. هذه هي واحدة من أكبر عمليات التوريد لعدة سنوات في المنطقة. بعد وقوع خسائر فادحة في الأرواح، غير حزب العمال الكردستاني تكتيكاته وبدأ في نصب الكمائن بالألغام. خلال هذه الهجمات قتل 4 جنود و8 شرطيين. بعد هذا الهجوم انسحب مقاتلو حزب العمال الكردستاني. في 22 سبتمبر، عثرت القوات التركية على مخبأ للمتمردين وشنت هجومًا جديدًا ضدهم. في 24 سبتمبر، هاجم مقاتلو حزب العمال الكردستاني موقعًا تركيًا في الساعة 15:00. لكن لم يُقتل جندي تركي أو مقاتل من حزب العمال الكردستاني في هذا الهجوم. بعد هذا الهجوم، غيرت تركيا تكتيكاتها. صار رمزهم الجديد «دائمًا أكثر هجومًا وأكثر ضغطًا». مع هذه القوات التركية تخطط للسيطرة على كل جبل تحت سيطرتها بدلًا من تمشيط مناطق واسعة بالدوريات والانتظار في البؤر الاستيطانية.
تم اختيار كل من حكاري وشرناق وديار بكر وموش وتونجلي وباتمان ووان وسيرت وبينجول كنقاط تشغيلية أساسية لتحييد المتمردين. أعلنت الحكومة أنه «بعد هذه النقطة ستبذل القوات التركية كل ما في وسعها لإنهاء هذه الحرب» العملية المسماة «تنظيف الربيع الأخير» في 25 سبتمبر، عثرت القوات التركية على اثنين من المتمردين. قُتل أحد المتمردين برصاصة في الرأس. بعد هذا قتل متمرد آخر بالرصاصة الثانية. هذان هما أول ضحيتين لاستراتيجية تركيا الجديدة (دائمًا أكثر هجومًا وأكثر ضغطًا). وفي الوقت نفسه حلقت 30 مجموعة متمردة أخرى في تونجلي. وفي المدينة هاجم حزب العمال الكردستاني قوة من الشرطة وقتل 6 منها. استمر القتال في محافظة تونجلي وشوارعها. ومع عمليتها الجديدة، قامت القوات التركية بطرد معظم حزب العمال الكردستاني من شمدينلي.[بحاجة لمصدر]